# Ziziphus pubescens
Ziziphus pubescens är en brakvedsväxtart. Ziziphus pubescens ingår i släktet Ziziphus och familjen brakvedsväxter.

## Underarter
Arten delas in i följande underarter:
- Z. p. glabra
- Z. p. pubescens